# Mercurius Arvernus

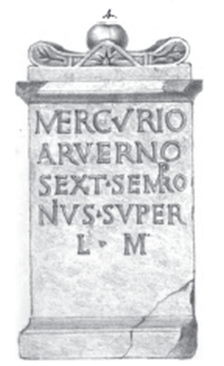
Beispiel eines dem Mercurius Avernus gewidmeten Votivsteins, hier aus der Fundstelle Gripswald bei Meerbusch/Krefeld in der Nähe einer römischen Militärstraße zwischen Novaesium und Gelduba

Mercurius Arvernus oder Arvernorix ist der Name eines römerzeitlichen keltischen, allenfalls aber auch germanischen Gottes. In gallo-römischer Zeit wurde Arvernus mit dem römischen Gott Mercurius, dem Gott des Handels und der Wege gleichgesetzt. Die französische Weihinschrift vom Puy de Dôme, dem Hauptheiligtum der Arverner, nennt ihn Genius.
Obschon sein Name („Arverner“, „Arvernerkönig“) mit dem gallischen Stamm der Arverner in Verbindung zu bringen ist, wurde bis jetzt nur zwei dem Genius Arvernus gewidmete Weihinschriften in ihrem Stammesgebiet gefunden, und zwar am Puy de Dôme (Arverni, Provinz Aquitania) und in Clermont-Ferrand (Augustonemetum, Provinz Aquitania). Alle anderen Inschriften stammen aus der römischen Provinz Germania inferior und dem Dekumatland. So wurden Weihesteine für Arvernus in Wenau, in Köln (Colonia Claudia Ara Agrippinensium), zwei in Gripswald bei Meerbusch und in den Niederlanden in Roermond gefunden. Dem Arvernorix wurde eine Weihinschrift in Miltenberg (Provinz Germania superior) gewidmet.